# التسلسل الزمني لجائحة فيروس كورونا في يناير 2021

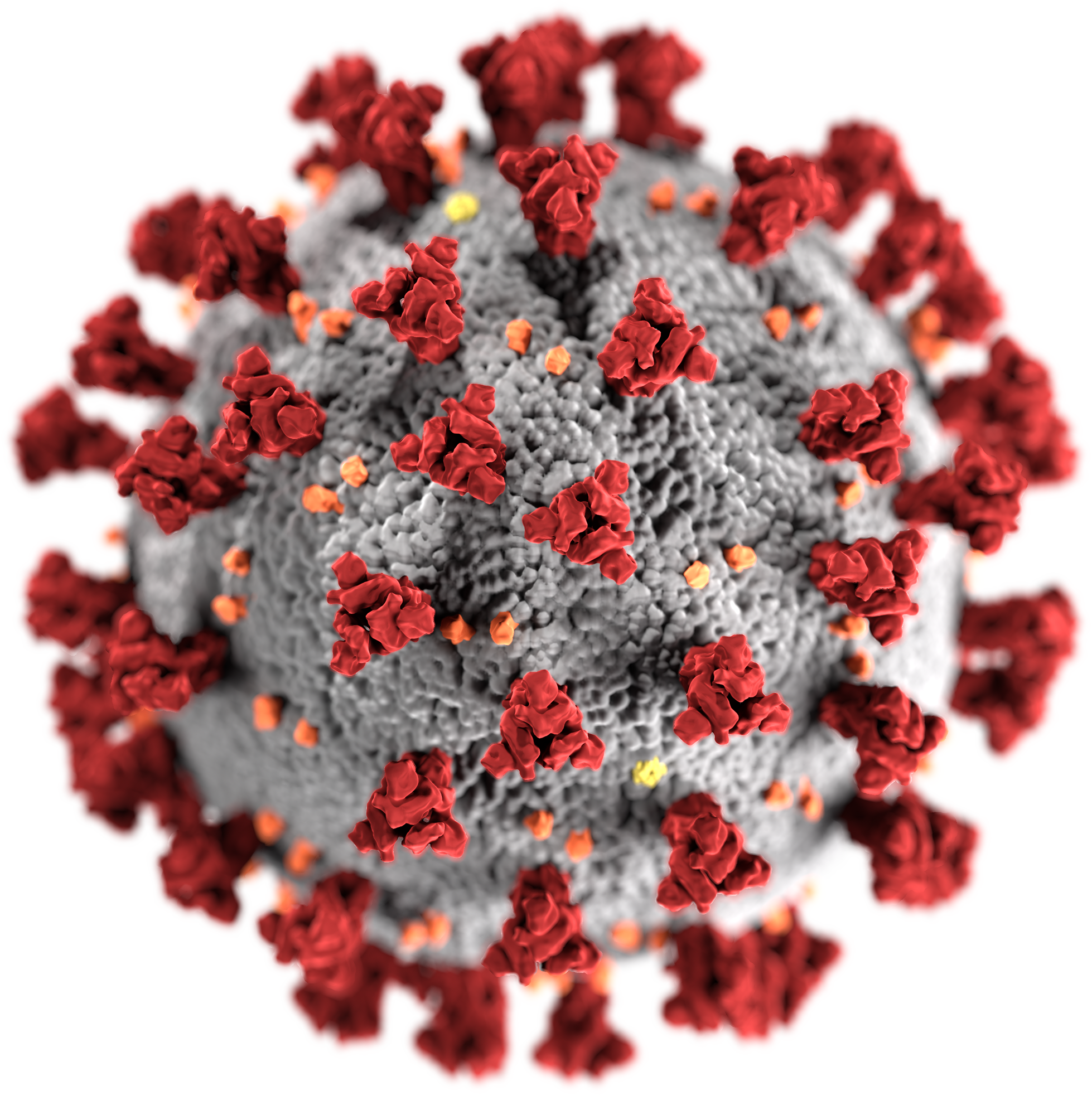

يوثق هذا المقال التسلسل الزمني وعلم الأوبئة لفيروس كورونا في يناير 2021، الفيروس المسبب لمرض فيروس كورونا 2019 (مرض فيروس كورونا 2019) والمسؤول عن جائحة فيروس كورونا 2019–20. تم تحديد أول حالات إصابة بشرية بـ COVID-19 في ووهان، الصين، في ديسمبر 2019.